# Brescia Calcio
Brescia Calcio, oder schlicht Brescia genannt, ist ein 1911 gegründetes italienisches Fußballunternehmen aus der lombardischen Stadt Brescia. Weitere Bezeichnungen sind Le Rondinelle („Die kleinen Schwalben“), La Leonessa („Die Löwin“) und I Biancazzurri („Die Weiß-Blauen“).
Von der Saison 2020/21 bis zur Saison 2024/25 spielte Brescia in der Serie B. Aufgrund finanzieller Unregelmäßigkeiten wurden dem Verein am Ende der Saison 2024/25 vier Punkte abgezogen, woraus der Abstieg in die Serie C resultierte.

## Vereinsgeschichte
Der Fußball wurde wie in vielen anderen Städten und Ländern von englischen Gastarbeitern nach Brescia gebracht, die ihre Freizeit mit einem Lederball verbrachten. Die Jungen der Stadt begannen sich schnell für dieses importierte Spiel zu interessieren und organisierten Teams nach Bezirken unterteilt, wobei die damaligen Regeln des Fußballspieles mehr oder minder ignoriert wurden. Nach Bigio Vielmi, eine der ersten Personen, die diesen Sport „ernsthaft“ in Brescia praktizierte, wurde ein Mailänder Vertreter entsandt, der den angehenden Fußballspielern der Stadt die ersten Regeln näherbrachte. Vielmi gründete zusammen mit seinen zwei Brüdern den ersten Verein Brescias, den Club Forti e Liberi, der ausschließlich Fußball spielte.
Die Vorgängervereine in Brescia, der Club Forti e Liberi (gegründet 1907) und der Club Sportivo Brixia (gegründet 1908), fusionierten 1910 zur Società Ginnastica La Victoria Brescia fusionieren. Diese schloss sich ihrerseits bereits im Jahr 1911 mit der Unione Sportiva Bresciana und Gymnasium Brescia (gegründet 1908) zum Foot Ball Club Brescia zusammen. Das Jahr 1911 gilt als offizielles Gründungsjahr von Brescia Calcio.
In der Saison 1911/12 nahm der neue Verein erstmals an der drittklassigen Meisterschaft der Lombardei (Terza Categoria Lombarda) teil, die man auf Platz eins abschloss. Die darauf folgende Saison spielte der FBC Brescia in der damals zweitklassigen Promozione, die man auf dem siebenten Rang abschloss. Ab der Saison 1913/14 nahm der Verein eine Klasse höher an der Prima Categoria teil, in der man in der Meisterschaft der Region Lombardei-Venetien-Emilia-Romagna den sechsten Platz belegte. Mit Ausnahme der Jahre 1915 bis 1919, als der Fußball wegen des Ersten Weltkriegs ruhte, spielte der FBC Brescia bis 1932 erstklassig, teilweise unter unterschiedlicher Regie der zwei konkurrierender Verbände Federazione Italiana Giuoco Calcio (FIGC) und Confederazione Calcistica Italiana (CCI). Nach der Überwindung der Verbandsunterschiede und der Einführung der Serie A im Jahr 1929, belegte Brescia zweimal den neunten Platz, um dann in der Saison 1931/32 nach einem verlorenen Entscheidungsspiel (1:2) in Bologna gegen die AS Bari abzusteigen. Allerdings dauerte das Verweilen in der Serie B nur ein Jahr, unter dem Ungarn György Hlavay stieg man als Tabellenzweiter 1932/33 postwendend wieder auf. In der Saison 1935/36 folgte erneut der Abstieg aus der Serie A, diesmal für einen längeren Zeitraum.
Im Jahr 1936 wurde der Vereinsname von FBC in AC (Associazione Calcio, deutsch Fußballverein) Brescia geändert. In der Saison 1937/38 stieg man in die dritte Liga (Serie C) ab, in der man 1938/39 unter József Bánás Erster der Gruppe Nord wurde und damit in die Serie B zurückkehrte. In der Spielzeit 1942/43 belegte man dort den zweiten Platz, was gleichbedeutend mit dem Aufstieg in die Serie A war. Während des Zweiten Weltkrieges ruhte der Spielbetrieb in Italien und es wurden nur regionale Meisterschaften ausgetragen. 1946/47 wurde die Serie A wieder aufgenommen, die AC Brescia belegte den 18. Tabellenplatz von 20 Vereinen und stieg erneut in die Serie B ab. Dort blieb man diesmal bis zum Ende der Spielzeit 1964/65, als man die Meisterschaft als Erster beendete und wieder aufstieg. Es folgten zwei Jahre Erstligafußball, dann ging es wieder abwärts. 1968/69 erfolgte der erneute Aufstieg, allerdings wurde die Klasse in der Serie A 1969/70 wieder nicht gehalten.

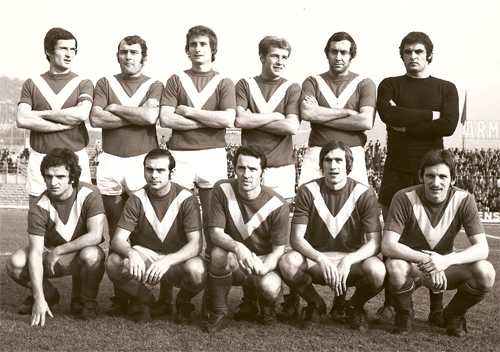
Die Mannschaft des Brescia Calcio der Saison 1971/72

Im Jahr 1976 erfolgte die erneute Umbenennung des Vereins zu dem aktuell gültigen Namen Brescia Calcio S.p.A. (Aktiengesellschaft). In der Saison 1979/80 erreichte der Klub erneut den Aufstieg in die höchste italienische Spielklasse, dem 1980/81 postwendend erneut der Abstieg folgte. Auch dort wurde 1981/82 die Klasse nicht gehalten und Brescia stieg in die Serie C ab. Dieses auf und ab ging weiter: wieder in der Serie B, stieg der Verein in der Saison 1985/86 erneut in die Serie A auf, in der Folgesaison stieg man direkt wieder ab.
Im Jahr 1992 übernahm der Industrielle Gino Corioni die Präsidentschaft, die gleichbedeutend mit der wohl erfolgreichsten Phase seit der Gründung von Brescia Calcio ist. Noch im Jahr 1992 gelang der Aufstieg in die Serie A, allerdings mit sofortigem Wiederabstieg. Nach zwei Jahren als Zweitligist erfolgte der erneute Aufstieg, und bis zum Ende des Jahrzehnts wechseln sich Abstiege und Aufstiege regelmäßig ab. In der Saison 1999/2000 wurde erneut der Aufstieg in die Serie A gefeiert, danach verpflichtete der Klub mit Roberto Baggio einen ehemaligen Weltklassespieler. Am Ende der Saison 2000/01 wurde unter Carlo Mazzone der siebente Platz erreicht, mit dem sich der Klub für den UEFA Intertoto Cup qualifizierte. In diesem Wettbewerb erreichte man 2001 das Finale, in dem man Paris Saint-Germain nur durch die Auswärtstorregel unterlag. Es war das erste Mal, dass der Klub international in Erscheinung trat (abgesehen von den Teilnahmen an den Englisch-italienischen Pokalwettbewerben). In den folgenden drei Jahren wurde jeweils der Klassenerhalt in der Serie A erreicht und sogar eine weitere Teilnahme am UI-Cup im Jahr 2003. Nach der Saison 2003/04 erfolgte der Abschied Roberto Baggios, der im Alter von 37 Jahren seine Karriere beendete. Baggio stand für Brescia Calcio in 95 Spielen in der Serie A auf dem Platz und erzielte dabei 45 Tore.
In der Saison 2004/05 wurde in der Serie A die Klasse dann nicht gehalten und der Verein stieg erneut ab. In den nächsten Jahren wurden in der Serie B zwar durchweg vordere Plätze belegt, der Aufstieg gelang aber erst 2009/10. In der Folgesaison wurde die Klasse in der Serie A erneut nicht gehalten und der Abstieg erfolgte.
In der Saison 2013/14 bekam der Klub zunehmend finanzielle Probleme und auch sportlich lief es nicht rund. Nach der Verpflichtung von drei Trainern (Marco Giampaolo, Cristiano Bergodi und Ivo Iaconi) erreichte der Klub lediglich den 13. Platz in der Serie B. Gegen Ende der Saison wurde die gravierende Liquiditätskrise offensichtlich und das Risiko, nicht an der Saison 2014/15 teilnehmen zu können, war real. Der Hauptsponsor UBI Banca gewährte einen weiteren Kredit über 4 Millionen Euro, mit dem ausstehende Spielergehälter und Sozialabgaben beglichen werden konnten. Wegen dieser Verspätungen wurden dem Klub im Laufe der Saison 2014/15 sechs Punkte abgezogen. Am Saisonende stieg Brescia Calcio mit dem 19. Tabellenplatz Lega Pro ab. Als Bedingung für die finanzielle Rettung des Vereins verlangte die Bank den Rücktritt von Präsident Corioni, der sich also nach 22 Jahren am Ende des Jahres 2014 zurückzog.
Auf Grund der Insolvenz des Erstligaabsteigers FC Parma, der in die 4. Liga strafversetzt wurde, wurde Brescia Calcio im Sommer 2015 nachträglich die Zweitligalizenz zugestanden. Somit spielte der Klub auch in der Saison 2015/16 in der zweiten Liga. In der Saison 2018/19 wurde der Verein Meister der Serie B und stieg damit erstmals seit 2011 wieder in der Serie A. In der darauffolgenden Saison folgte postwendend der Abstieg. In der Saison 2020/21 der Serie B belegte Brescia den siebenten Rang und scheiterte in der anschließenden Play-off-Runde um den Aufstieg in der ersten Runde an der AS Cittadella. In der folgenden Spielzeit scheiterte der Verein in den Play-offs am späteren Aufsteiger AC Monza. Nachdem Brescia zweimal den Aufstieg in die Serie A knapp verpasst hatte, beendete der Verein die Saison 2022/23 auf dem 16. Tabellenplatz und verlor das folgende Play-out gegen Cosenza Calcio. Der erstmalige Abstieg in die Serie C seit 38 Jahren wurde nur durch finanzielle Unregelmäßigkeiten der Reggina verhindert, der die Lizenz für die Serie B verweigert wurde. Brescia wurde Ende August 2023 als Verlierer des Play-outs wieder in die Serie B aufgenommen. Der achte Platz am Ende der folgenden Saison ermöglichte es Brescia, die Play-offs zu spielen, in denen die lombardische Mannschaft bereits nach Verlängerung im ersten K.o.-Runde des Ein-Spiel-Formats gegen Catanzaro mit einem Gesamtergebnis von 2:4 ausschied. Die Saison 2024/25 endete nach einem Vier-Punkte Abzug mit einem 18. Platz und somit dem Abstieg. Für die folgende Saison meldete der Verein wegen finanzieller Schwierigkeiten nicht für die Serie C.
Am 3. Juli 2025 entzog der italienische Fußballverband FIGC Brescia Calcio die Lizenz für die italienischen Profiligen. Der Verband listete in seiner Mitteilung vom Donnerstag alle nicht gezahlten Schulden und Versäumnisse von Club-Besitzer Massimo Cellino auf. Wie die weitere Zukunft des Clubs aussieht, ist derzeit unklar. Auch eine Auflösung nach 114 Jahren steht im Raum.

## Logohistorie

1976 bis 1980
1990 bis 1991
1991 bis 2011
2011 bis 2017
Seit 2017

## Statistik

### Ligazugehörigkeit seit 1929
| - 1929–1932: Serie A - 1932–1933: Serie B - 1933–1936: Serie A - 1936–1938: Serie B - 1938–1939: Serie C - 1939–1943: Serie B - 1945–1947: Serie A - 1947–1965: Serie B - 1965–1968: Serie A - 1968–1969: Serie B - 1969–1970: Serie A - 1970–1980: Serie B - 1980–1981: Serie A - 1981–1982: Serie B - 1982–1985: Serie C/1A |  | - 1985–1986: Serie B - 1986–1987: Serie A - 1987–1992: Serie B - 1992–1993: Serie A - 1993–1994: Serie B - 1994–1995: Serie A - 1995–1997: Serie B - 1997–1998: Serie A - 1998–2000: Serie B - 2000–2005: Serie A - 2005–2010: Serie B - 2010–2011: Serie A - 2011–2019: Serie B - 2019–2020: Serie A - 2020–2025: Serie B |

### Pokalstatistik
Aufgelistet sind nur die Saisons, in denen Brescia Calcio im italienischen Pokal mindestens das Viertelfinale erreicht hat. Angegeben werden dabei ausschließlich die Spiele ab dem Viertelfinale.
| Saison  | Runde         | Gegner         | Gesamt | Hin     | Rück    |
| ------- | ------------- | -------------- | ------ | ------- | ------- |
| 1937/38 | Viertelfinale | AC Turin       | 2:6    | 2:6 (H) | –       |
| 1939/40 | Viertelfinale | Juventus Turin | 0:3    | 3:0 (A) | –       |
| 1968/69 | Viertelfinale | AS Rom         | 1:3    | 1:0 (H) | 3:0 (A) |
| 2000/01 | Viertelfinale | AC Florenz     | 3:7    | 6:0 (A) | 3:1 (H) |
| 2001/02 | Viertelfinale | AS Rom         | 4:0    | 0:1 (A) | 3:0 (H) |
| 2001/02 | Halbfinale    | AC Parma       | 2:3    | 2:0 (A) | 2:1 (H) |

### Europapokalstatistik
| Saison  | Wettbewerb                 | Runde        | Gegner              | Gesamt    | Hin     | Rück    |
| ------- | -------------------------- | ------------ | ------------------- | --------- | ------- | ------- |
| 1966/67 | International Football Cup | Gruppenphase | ADO Den Haag        | 1:3       | 1:1 (H) | 2:0 (A) |
| 1966/67 | International Football Cup | Gruppenphase | RFC Lüttich         | 1:1       | 1:0 (A) | 1:0 (H) |
| 1966/67 | International Football Cup | Gruppenphase | FC Biel-Bienne      | 7:1       | 3:1 (H) | 0:4 (A) |
| 1969/70 | Mitropapokal               | 1. Runde     | Hajduk Split        | 1:3       | 3:1 (A) | 0:0 (H) |
| 2001    | UEFA Intertoto Cup         | 3. Runde     | FC Tatabánya        | 3:2       | 2:1 (H) | 1:1 (A) |
| 2001    | UEFA Intertoto Cup         | Halbfinale   | FK Chmel Blšany     | 4:3       | 1:2 (A) | 2:2 (H) |
| 2001    | UEFA Intertoto Cup         | Finale       | Paris Saint-Germain | (a)1:1(a) | 0:0 (A) | 1:1 (H) |
| 2003    | UEFA Intertoto Cup         | 2. Runde     | Gloria Bistrița     | 3:2       | 2:1 (H) | 1:1 (A) |
| 2003    | UEFA Intertoto Cup         | 3. Runde     | FC Villarreal       | 1:3       | 2:0 (A) | 1:1 (H) |

Gesamtbilanz: 18 Spiele, 6 Siege, 8 Unentschieden, 4 Niederlagen, 22:19 Tore (Tordifferenz +3)

### Vereinsrekorde
Serie A
- Höchster Sieg: 7:3 Brescia Calcio – US Alessandria (Saison 1930/31)
- Höchste Niederlage: 7:0 Inter Mailand – Brescia Calcio (Saison 1965/66)
- Rekordspieler: Giuseppe Peruchetti mit 163 Einsätzen (1928–1936)
- Rekordtorschütze: Roberto Baggio mit 45 Toren (2000–2004)
- Meiste Tore in einer Saison: Dario Hübner mit 17 Toren (Saison 2000/01)

## Vereinserfolge
- Englisch-italienischer Pokal: 1 (1993/94)
- Drittligameister: 2 (1938/39, 1984/85)
- Zweitligameister: 4 (1964/65, 1991/92, 1996/97, 2018/19)

### Erfolge der Jugendmannschaften
- Primavera-Jugendmeister: 2 (1968/69, 1974/75)
- Torneo di Viareggio: 1 (1996)

## Personal

### Ehemalige Spieler (Auswahl)
→ Ausführliche Auflistung: Fußballspieler (Brescia Calcio)
- Mario Rigamonti (19??–1941, 1944)
- Mario Perazzolo (1942–1948)
- Alessandro Altobelli (1974–1977, 1989–1990)
- Gheorghe Hagi (1992–1994)
- Andrea Pirlo (1992–1998, 2001)
- Roberto Baggio (2000–2004)
- Pep Guardiola (2001–2002, 2003)
- Luca Toni (2001–2003)
- Marek Hamšík (2004–2007)
- Roberto De Zerbi (2008)
- Sandro Tonali (2012–2020)
- Mario Balotelli (2019–2020)

### Trainer

#### Vor 2000 (Auswahl)
- Imre Schöffer (1921–1923, 1928–1932)
- Imre Payer (1923–1925)
- James Bellamy (1926–1928)
- Umberto Caligaris (1935–1937)
- Giovanni Ferrari (1945)
- Mario Perazzolo (1946, 1954–1955)
- Luigi Bertolini (1952)
- Osvaldo Fattori (1955–1959)
- György Sárosi (1960)
- Azeglio Vicini (1967–1968)
- Fulvio Bernardini (1971–1973)
- Antonio Angelillo (1975–1977)
- Mauro Bicicli (1976–1977, 1981–1982)
- Marino Perani (1981–1982)
- Vincenzo Guerini (1988–1989)
- Mircea Lucescu (1991–1996)
- Edoardo Reja (1996–1997)
- Giuseppe Materazzi (1997–1998)
- Silvio Baldini (1998–1999)

#### Seit 2000
- 2000–2003:  Carlo Mazzone
- 2003–2005:  Gianni De Biasi
- 2005:00000  Alberto Cavasin
- 2005–2006:  Rolando Maran
- 2007:00000  Zdeněk Zeman
- 2006–2007:  Mario Somma
- 2007–2008:  Serse Cosmi
- 2008–2009:  Nedo Sonetti (2. Amtszeit)
- 2009:00000  Alberto Cavasin (2. Amtszeit)
- 2009–2010:  Giuseppe Iachini
- 2010–2011:  Mario Beretta
- 2011:00000  Giuseppe Iachini (2. Amtszeit)
- 2011:00000  Giuseppe Scienza
- 2011–2013:  Alessandro Calori
- 2013:00000  Marco Giampaolo
- 2013:00000  Luigi Maifredi (interim; 2. Amtszeit)
- 2013–2014:  Cristiano Bergodi
- 2014:00000  Ivo Iaconi
- 2014–2015:  Ivan Javorčić (interim)
- 2015:00000  Salvatore Giunta
- 2015:00000  Alessandro Calori (2. Amtszeit)
- 2015–2016:  Roberto Boscaglia
- 2016–2017:  Cristian Brocchi
- 2017:00000  Luigi Cagni
- 2017:00000  Roberto Boscaglia (2. Amtszeit)
- 2017–2018:  Pasquale Marino
- 2018:00000  Roberto Boscaglia (3. Amtszeit)
- 2018:00000  Ivo Pulga
- 2018:00000  David Suazo
- 2018–2019:  Eugenio Corini
- 2019:00000  Fabio Grosso
- 2019–2020:  Eugenio Corini (2. Amtszeit)
- 2020:00000  Diego López
- 2020:00000  Luigi Delneri
- 2020:00000  Diego López (2. Amtszeit)
- 2020:00000  Daniele Gastaldello (interim)
- 2020–2021:  Davide Dionigi
- 2021:00000  Josep Clotet Ruiz
- 2021–2022:  Filippo Inzaghi
- 2022:00000  Eugenio Corini (3. Amtszeit)
- 2022:00000  Josep Clotet Ruiz (2. Amtszeit)
- 2022–2023:  Alfredo Aglietti
- 2023:00000  Josep Clotet Ruiz (3. Amtszeit)
- 2023:00000  Davide Possanzini (interim)
- 2023:00000  Daniele Gastaldello (2. Amtszeit)
- 2023–2024:  Rolando Maran (2. Amtszeit)
- 2024–2025:  Pierpaolo Bisoli
- 2025–:0000  Rolando Maran (3. Amtszeit)

## Zuschauer und Fans

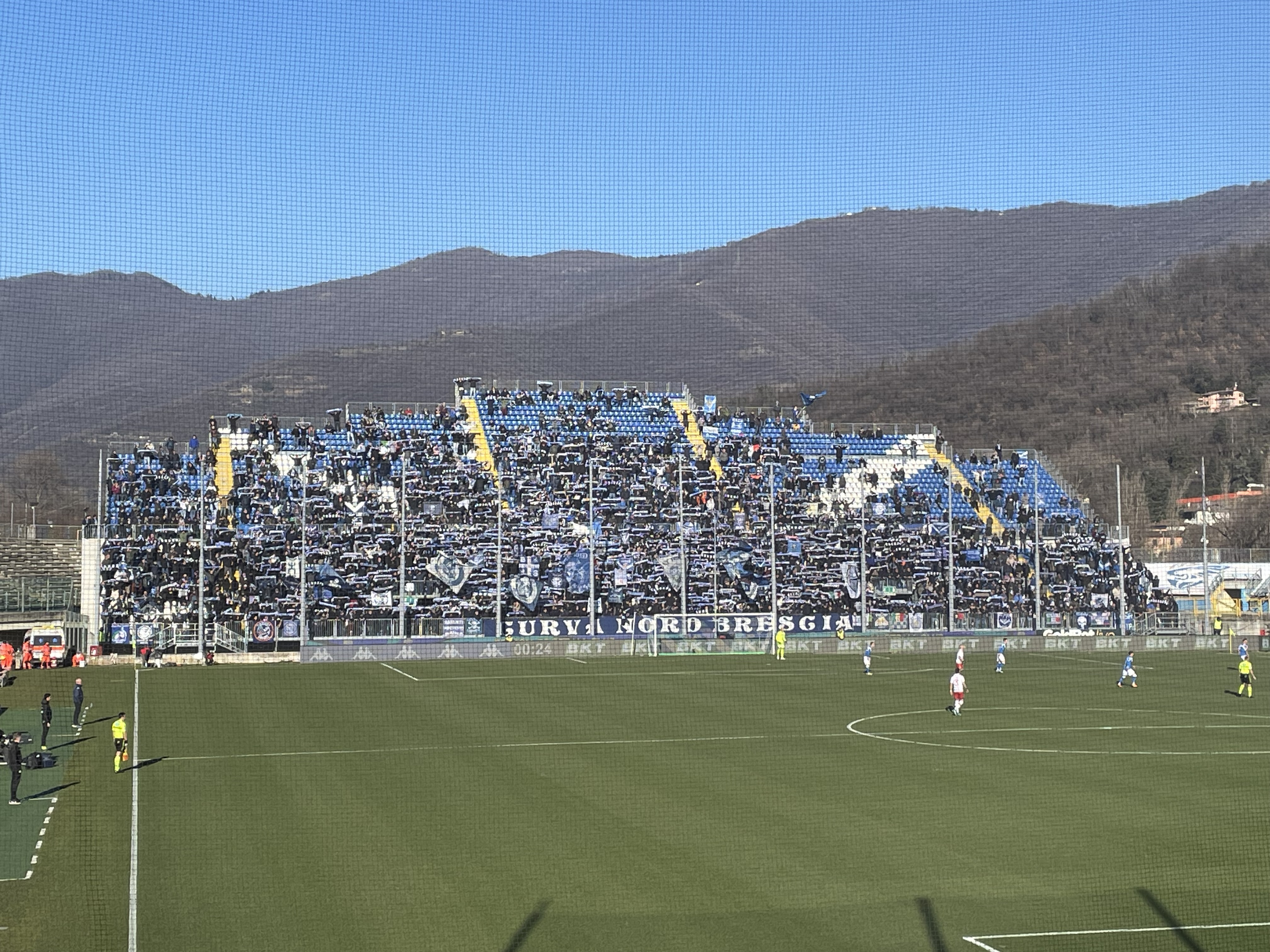
Die Nordkurve im Stadio Mario Rigamonti. (2024)

Die organisierten Fangruppen von Brescia Calcio sind traditionell in der Nordkurve im Stadio Mario Rigamonti aufzufinden. Während der Ligaspiele in der Serie B verfügt der Verein über einen Besucherschnitt zwischen 4.000 und 6.000 Zuschauern. In den Spielzeiten in der Serie A war dieser mit durchschnittlichen 10.000 Zuschauer deutlich höher. Neben den kleineren regionalen Rivalitäten nach Mailand und Verona besteht die größte Abneigung gegenüber Atalanta Bergamo. Durch Territorialstreitigkeiten entstand die Feindschaft der beiden Städte bereits im 12. Jahrhundert und wird heute weiterhin im Fußball ausgetragen. Seit den 1980er-Jahren gibt es eine freundschaftliche Beziehung zu den Fangruppen der AC Mailand, welche eine der ältesten Fanfreundschaften des italienischen Fußballs darstellt. Darüber hinaus gibt es auch freundschaftliche Kontakte nach Deutschland zu den Fans des 1. FC Nürnberg. Während der COVID-19-Pandemie sammelten die Ultras Nürnberg fast 16.000 Euro für ihre Freunde aus der pandemiegeplagten Stadt Brescia.